# Fabresema cheesemanae
Fabresema cheesemanae är en fjärilsart som beskrevs av Holloway 1979. Fabresema cheesemanae ingår i släktet Fabresema och familjen björnspinnare. Inga underarter finns listade i Catalogue of Life.